# The Water-Babies, A Fairy Tale for a Land Baby
The Water-Babies, A Fairy Tale for a Land Baby é um romance infantil do Reverendo Charles Kingsley. Escrito em 1862 e 1863 como uma série para a Macmillan's Magazine, foi publicado pela primeira vez em sua totalidade em 1863. Foi escrito como uma sátira em apoio às ideias de Charles Darwin em A origem das espécies. O livro era extremamente popular na Inglaterra, e foi um dos pilares da literatura infantil britânica por muitas décadas, mas finalmente caiu em desgraça em parte devido a seus preconceitos contra irlandeses, judeus, americanos e católicos.